# Bisdom Campanha
Het bisdom Campanha (Latijn: Dioecesis Campaniensis in Brasilia) is een rooms-katholiek bisdom met als zetel Campanha, in Brazilië. Het bisdom is suffragaan aan het aartsbisdom Pouso Alegre.

## Geschiedenis
Het bisdom werd opgericht op 8 september 1907, uit delen van het bisdom São Paulo, en was suffragaan aan het aartsbisdom Mariana. Op 14 april 1962 wisselde het van kerkprovincie en werd suffragaan aan het aartsbisdom Pouso Alegre. 

## Parochies
Het bisdom had in 2021 een oppervlakte van 16.185 km2 en telde 826.000 inwoners waarvan 97,7% rooms-katholiek was.

## Bisschoppen
- João de Almeida Ferrão (29 april 1909 - 25 december 1935)
- Inocêncio Engelke (25 december 1935 - 16 juni 1960; coadjutor sinds 4 juli 1924)
- Othon Motta (16 mei 1960 - 16 januari 1982; coadjutor sinds 30 mei 1959)
  - Antônio Afonso de Miranda (coadjutor en apostolisch administrator: 4 oktober 1976 - 6 augustus 1981)
  - José d’Angelo Neto (apostolisch administrator: 1982 - 1984)
- Aloísio Ariovaldo Amaral (14 april 1984 - 15 mei 1991)
- Aloísio Roque Oppermann (15 mei  1991 - 28 februari 1996; coadjutor sinds 9 november 1988)
- Diamantino Prata de Carvalho (25 maart 1998 - 25 november 2015)
- Pedro Cunha Cruz (25 november 2015 - heden; coadjutor sinds 20 mei 2015)

Pouso Alegre (aartsbisdom) · Campanha · Guaxupé